# Günther XLI di Schwarzburg-Arnstadt
Günther XLI Schwarzburg-Arnstadt, soprannominato "il Litigioso" o Bellicosus (Sondershausen, 25 settembre 1529 – Anversa, 23 maggio 1583), fu il conte regnante di Schwarzburg dal 1552 al 1571 e poi conte di Schwarzburg-Arnstadt fino alla morte.

## Biografia
Il conte Günther XLI era il maggiore dei figli maschi del conte Günther XL di Schwarzburg (1490–1552), soprannominato il Ricco o Günther dalla bocca grossa. Sua madre era la contessa Elisabetta (+ 14 maggio 1572), una figlia del conte Filippo di Isenburg-Büdingen-Ronneburg.
Günther XL aveva unito tutti i possedimenti di Schwarzburg, eccetto la signoria di Leutenberg. Dopo che egli morì il 10 novembre 1552, i suoi quattro figli sopravvissuto all'inizio regnarono congiuntamente, con i più giovani sotto la tutela della loro madre. Tuttavia, nel 1571, i quattro fratelli si divisero la contea tra di loro.
Günther XLI cominciò la sua carriera militare a Vienna come siniscalco dell'imperatore Carlo V. Nel 1553, entrò a far parte dell'esercito imperiale che fece un (in definitiva senza successo) tentativo per riconquistare Metz. Accompagnò poi Filippo, futuro re di Spagna a Londra per unirsi in matrimonio alla regina Maria I d'Inghilterra. Nel 1555, Günther XLI soggiornò a Bruxelles, dove Carlo V gli diede 10000 guilder. Fece quindi una visita alla sua contea, poi tornò all'esercito imperiale, dove servì da colonnello. Nel 1557, combatté sul lato vittorioso a San Quintino.
Alla fine del 1559/1560, Günther si recò a Dresda per conto di Guglielmo il Taciturno, per muovere i primi passi nel processo che condussero al matrimonio tra Guglielmo ed Anna, nipote dell'elettore Augusto I di Sassonia il 24 agosto 1561.
Günther XLI stesso si sposò il 17 novembre 1560. Per ragioni politiche, sposò la sorella di Guglielmo, Caterina di Nassau-Dillenburg. Il matrimonio rimase senza figli. La coppia visse ad Arnstadt per un po', dove Günther utilizzò i 10000 guilder per costruire il castello di Neideck. Tra il 1563 ed il 1565, Günther ed i suoi fratelli minori Giovanni I e Alberto VII combatterono nell'esercito di Federico II di Danimarca nella guerra nordica dei sette anni contro la Svezia.
Al principio del 1566, Günther XLI ritornò nei Paesi Bassi. Il 12 marzo 1566, Guglielmo il Taciturno diede ua festa nel castello dei conti di Hoogstraten per  celebrare il suo ritorno. Tuttavia, ciò era solo un pretesto. Guglielmo voleva discutere la sua strategia verso Margherita di Parma, che era Governatore Generale dei Paesi Bassi, con gli altri ospiti, i conti di Egmont, Horn, Bergen, Meghen e Montigny.
Un paio di settimane dopo, Günther combatté in Ungheria al servizio dell'imperatore Massimiliano II contro i turchi. Durante questa campagna, Günther acquistò il soprannome di "il Litigioso". Non fu rispettato dall'Imperatore. Spesso litigava con l'imperatore e non obbediva agli ordini. Protestò contro il piano dell'imperatore per assediare Esztergom. Massimiliano scrisse arrabbiato a Vienna: il conte Günther, non fa altro che scoraggiare. Ostacola più di quanto ottenga. La sua indagine ha affermato che ho qui più di 1500 cavalli, ma dopo che li ho usati una volta, non né vedo più di 1000. Probabilmente penserò tre volte prima di usare nuovamente questo colonnello.
Ciononostante, l'imperatore trovò un nuovo ruolo per Günther, nominandolo al Concilio Aulico e incaricandolo a doveri diplomatici. Nel 1567, lavorò al servizio dell'elettore Augusto di Sassonia, per conto dell'imperatore. Partecipò all'assedio di Gotha, che fu necessaria per arrestare il deposto duca Giovanni Federico II, che era stato bandito per la mancata consegna di Wilhelm von Grumbach alla richiesta dell'imperatore. Dopo la resa di Gotha, Günther arrestò Giovanni Federico II e lo portò a Vienna.
Dal 1568 al 1573, Günther consigliò il duca d'Alba, il Governatore Generale spagnolo dei Paesi Bassi. Trascorse poi un po' di tempo a Schwarzburg. Nel 1582, l'imperatore Rodolfo II mandò Günther nuovamente nei Paesi del Sudn, dove consigliò il Governatore Generale, l'arciduca Mattia come consigliere privato.
Günther XLI morì il 23 maggio 1583 ad Anversa. Il suo corpo fu trasportato da Anversa a Delft, da lì per nave ad Emden e quindi a Sondershausen, dove fu sepolto.
Poiché Günther XLI era senza figli, i suoi fratelli divisero nuovamente la contea di Schwarzburg alla sua morte. Giovanni I (1532-1586) ricevette Arnstadt e Sondershausen e fondò il ramo di Schwarzburg-Sondershausen, mentre Alberto VII (1537-1605) ricevette Rudolstadt divenendo invece il fondatore del ramo di Schwarzburg-Rudolstadt. Guglielmo I (1534-1597) ricevette Frankenhausen, ma nonostante essersi sposato due volte, morì anche lui senza figli nel 1597 e la sua quota della contea passò a suo fratello Alberto VII.

## Ascendenza
|                                                 |                                         |                                           | Genitori                                    |  |  | Nonni |  |  | Bisnonni                                            |  |  | Trisnonni                                       |  |
|                                                 |                                         |                                           |                                             |  |  |       |  |  | Günther XXXVIII, conte di Schwarzburg-Sondershausen |  |  | Enrico XXVI, conte di Schwarzburg-Sondershausen |  |
|                                                 |                                         |                                           |                                             |  |  |       |  |  | Günther XXXVIII, conte di Schwarzburg-Sondershausen |  |  | Enrico XXVI, conte di Schwarzburg-Sondershausen |  |
|                                                 |                                         | Elisabetta di Kleve                       |                                             |  |  |       |  |  | Günther XXXVIII, conte di Schwarzburg-Sondershausen |  |  |                                                 |  |
| Enrico XXXI, conte di Schwarzburg-Sondershausen |                                         |                                           |                                             |  |  |       |  |  | Günther XXXVIII, conte di Schwarzburg-Sondershausen |  |  |                                                 |  |
|                                                 |                                         | Caterina di Querfurt                      | Bruno VI, signore di Querfurt               |  |  |       |  |  |                                                     |  |  |                                                 |  |
|                                                 |                                         | Caterina di Querfurt                      | Bruno VI, signore di Querfurt               |  |  |       |  |  |                                                     |  |  |                                                 |  |
|                                                 |                                         | Caterina di Querfurt                      | Anna di Gleichen-Tonna                      |  |  |       |  |  |                                                     |  |  |                                                 |  |
| Günther XL, conte di Schwarzburg-Sondershausen  |                                         | Caterina di Querfurt                      |                                             |  |  |       |  |  |                                                     |  |  |                                                 |  |
|                                                 |                                         | Ernesto IV, conte di Honstein-Klettenberg | Enrico XI, conte di Honstein-Klettenberg    |  |  |       |  |  |                                                     |  |  |                                                 |  |
|                                                 |                                         | Ernesto IV, conte di Honstein-Klettenberg | Enrico XI, conte di Honstein-Klettenberg    |  |  |       |  |  |                                                     |  |  |                                                 |  |
|                                                 |                                         | Ernesto IV, conte di Honstein-Klettenberg | Margherita di Waldeck-Waldeck               |  |  |       |  |  |                                                     |  |  |                                                 |  |
| Maddalena di Honstein-Klettenberg               |                                         | Ernesto IV, conte di Honstein-Klettenberg |                                             |  |  |       |  |  |                                                     |  |  |                                                 |  |
|                                                 |                                         | Margherita di Gera                        | Enrico X, signore di Gera                   |  |  |       |  |  |                                                     |  |  |                                                 |  |
|                                                 |                                         | Margherita di Gera                        | Enrico X, signore di Gera                   |  |  |       |  |  |                                                     |  |  |                                                 |  |
|                                                 |                                         | Margherita di Gera                        | Anna di Henneberg-Aschach                   |  |  |       |  |  |                                                     |  |  |                                                 |  |
| Günther XLI, conte di Schwarzburg-Arnstadt      |                                         | Margherita di Gera                        |                                             |  |  |       |  |  |                                                     |  |  |                                                 |  |
|                                                 | Ludovico II, conte di Isenburg-Büdingen | Teodorico, conte di Isenburg-Büdingen     |                                             |  |  |       |  |  |                                                     |  |  |                                                 |  |
|                                                 | Ludovico II, conte di Isenburg-Büdingen | Teodorico, conte di Isenburg-Büdingen     |                                             |  |  |       |  |  |                                                     |  |  |                                                 |  |
|                                                 | Ludovico II, conte di Isenburg-Büdingen | Elisabetta di Solms-Braunfels             |                                             |  |  |       |  |  |                                                     |  |  |                                                 |  |
| Filippo, conte di Isenburg-Büdingen-Kelsterbach | Ludovico II, conte di Isenburg-Büdingen |                                           |                                             |  |  |       |  |  |                                                     |  |  |                                                 |  |
|                                                 |                                         | Maria di Nassau-Wiesbaden-Idstein         | Giovanni, conte di Nassau-Wiesbaden-Idstein |  |  |       |  |  |                                                     |  |  |                                                 |  |
|                                                 |                                         | Maria di Nassau-Wiesbaden-Idstein         | Giovanni, conte di Nassau-Wiesbaden-Idstein |  |  |       |  |  |                                                     |  |  |                                                 |  |
|                                                 |                                         | Maria di Nassau-Wiesbaden-Idstein         | Maria di Nassau-Dillenburg                  |  |  |       |  |  |                                                     |  |  |                                                 |  |
| Elisabetta di Isenburg-Büdingen-Kelsterbach     |                                         | Maria di Nassau-Wiesbaden-Idstein         |                                             |  |  |       |  |  |                                                     |  |  |                                                 |  |
|                                                 |                                         | Filippo II, conte di Rieneck              | Tommaso II, conte di Rieneck                |  |  |       |  |  |                                                     |  |  |                                                 |  |
|                                                 |                                         | Filippo II, conte di Rieneck              | Tommaso II, conte di Rieneck                |  |  |       |  |  |                                                     |  |  |                                                 |  |
|                                                 |                                         | Filippo II, conte di Rieneck              | Caterina di Hanau                           |  |  |       |  |  |                                                     |  |  |                                                 |  |
| Amalia di Rieneck                               |                                         | Filippo II, conte di Rieneck              |                                             |  |  |       |  |  |                                                     |  |  |                                                 |  |
|                                                 |                                         | Anna di Wertheim                          | Giorgio I, conte Wertheim                   |  |  |       |  |  |                                                     |  |  |                                                 |  |
|                                                 |                                         | Anna di Wertheim                          | Giorgio I, conte Wertheim                   |  |  |       |  |  |                                                     |  |  |                                                 |  |
|                                                 |                                         | Anna di Wertheim                          | Anna di Oettingen                           |  |  |       |  |  |                                                     |  |  |                                                 |  |
|                                                 |                                         | Anna di Wertheim                          |                                             |  |  |       |  |  |                                                     |  |  |                                                 |  |